# Mankini
Il mankini è un modello di costume da bagno.

## Descrizione

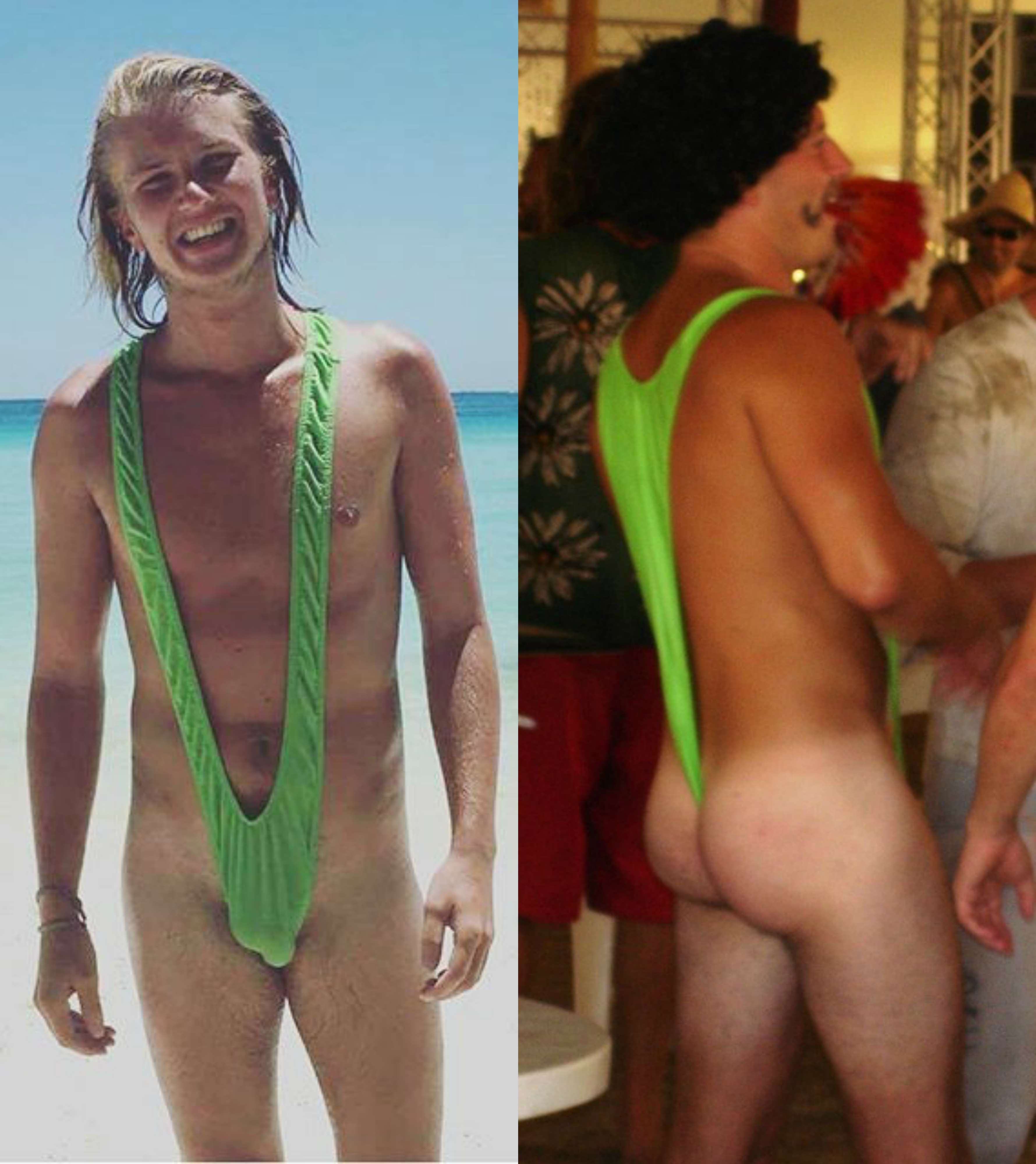
Esempio di mankini

Il neologismo mankini deriva dalla contrazione dei due termini man (inglese per "uomo") e bikini. Esso indica, peraltro, un tipo di costume da bagno costituito da un unico pezzo: la forma è vagamente simile a quella di grossi slip; tuttavia, mentre i classici slip hanno dimensioni laterali notevolmente minori e, passando per i fianchi, coprono per intero il pube e parzialmente i glutei, il mankini copre soltanto i genitali e l'ano (lasciando scoperti il resto della regione pubica e le natiche) e le due lunghe fasce laterali di tessuto corrono verso l'alto attraversando addome, petto e spalle per poi scendere lungo la schiena e riunirsi poco prima del solco intergluteo.

## Storia
Benché non si conosca la precisa data di invenzione, esso è stato ad ogni modo reso celebre nella seconda metà del 2006 dal personaggio satirico di Borat Sagdiyev (il goffo giornalista kazako interpretato dall'attore comico britannico Sacha Baron Cohen), protagonista del film Borat - Studio culturale sull'America a beneficio della gloriosa nazione del Kazakistan.